# Macrozamia diplomera
Macrozamia diplomera (F.Muell.) L.A.S.Johnson, 1959 è una pianta appartenente alla famiglia delle Zamiaceae, endemica dell'Australia.

## Descrizione
È una cicade con fusto acaule con diametro di 20-40 cm.
Le foglie, pennate, lunghe 60-120 cm, sono disposte a corona all'apice del fusto e sono rette da un picciolo lungo 10-20 cm; ogni foglia è composta da 70-120 paia di foglioline lanceolate, con margine intero, lunghe mediamente 13-21 cm, di colore verde chiaro.
È una specie dioica con esemplari maschili che presentano coni terminali di forma fusoidale, lunghi 20-29 cm e larghi 6-7 cm ed esemplari femminili con coni di forma ovoidale lunghi 15-18 cm, e larghi 11-12 cm.
I semi sono ovoidali, lunghi 27-32 mm, ricoperti da un tegumento di colore rosso.

## Riproduzione
Si riproduce per impollinazione entomofila.

## Distribuzione e habitat
È diffusa nel Nuovo Galles del Sud, in Australia. Vive nelle foreste sclerofille secche su sterili terreni silicei.

## Conservazione
La IUCN Red List classifica M. diplomera come specie a rischio minimo (Least Concern).

La specie è inserita nella Appendice II della Convention on International Trade of Endangered Species (CITES).